# 지쿠시촌
지쿠시촌(筑紫村)은 후쿠오카현 지쿠시군에 설치되었던 촌이다. 현재의 지쿠시노시에 해당한다.